# Alexander Gontchenkov
Alexander Gontchenkov est un ancien coureur cycliste soviétique et ukrainien né le 4 avril 1970 à Lviv. Jusqu'en 1991, il court avec le maillot de l'équipe d'URSS.

## Biographie
En 1988, il remporte en catégorie juniors le titre de champion de Russie, puis du monde en poursuite par équipes sur piste, avec l'équipe d'URSS. En 1990, il renouvelle cet exploit et remporte en catégorie amateur le championnat de Russie et du monde en poursuite par équipes sur piste. Il devient professionnel en 1993 et le reste jusqu'en 2000. Il remporte huit victoires dans cette catégorie.

## Palmarès sur route

### Palmarès amateur
- 1992
  - Coppa Caivano

### Palmarès professionnel
| - 1993 - 3e de Paris-Tours - 1995 - 2e de la Flèche brabançonne - 1996 - 5e étape du Tour de Romandie - 16e étape du Tour d'Italie - 2e du Tour d'Andalousie - 2e du Trophée Pantalica - 2e de Tirreno-Adriatico - 2e de Milan-San Remo - 2e du Tour de Romandie - 4e de l'Amstel Gold Race - 7e de la Flèche wallonne - 8e du Tour des Flandres - 10e de la Coupe du monde | - 1997 - 5e étape du Tour méditerranéen - 3e étape du Tour de Sardaigne - Grand Prix de la ville de Camaiore - Tour d'Émilie - 2e de la Classique de Saint-Sébastien - 3e de la Clásica de Alcobendas - 3e du championnat de Russie sur route - 9e de la Rochester International Classic - 10e du Grand Prix de Suisse - 1998 - 3ea étape des Quatre Jours de Dunkerque - 1999 - 4e étape du Tour du Trentin |  |

### Résultats sur les grands tours

#### Tour de France
4 participations 
- 1994 : non partant (2e étape)
- 1995 : 96e
- 1996 : non partant (6e étape)
- 1997 : hors délais (16e étape)

#### Tour d'Italie
4 participations
- 1993 : abandon
- 1996 : 30e, vainqueur de la 16e étape
- 1998 : abandon
- 1999 : abandon

## Palmarès sur piste

### Jeux olympiques
- Barcelone 1992
  - 6e de la poursuite par équipes

### Championnats du monde juniors
- Odense 1988 (juniors)
  -  Champion du monde de poursuite par équipes juniors (avec Valeri Baturo, Dmitri Nelyubin et Evgueni Anachkine)
- Maebashi 1990
  -  Champion du monde de poursuite par équipes amateurs (avec Evgueni Berzin, Dmitri Nelyubin et Valeri Baturo)

### Championnats nationaux
- 1988
  -  Champion d'URSS de poursuite par équipes juniors (avec Evgueni Berzin, Dmitri Nelyubin et Niklas Ziplauskas)
- 1990
  - 2e du championnat d'URSS de poursuite par équipes amateurs